# Chinonso Arubayi
Chinonso Ngozi Ijomah, mais conhecida como Chinonso Arubayi, é uma atriz de cinema e televisão nigeriana, apresentadora de televisão, produtora de cinema e televisão e modelo. Ela é mais conhecida por seus papéis em My Flatmates, Rumour Has It e sua estreia na produção cinematográfica, I Am Nazzy ao lado de IK Ogbonna e Jidekene Achufusi. Ela também é conhecida por seu tempo apresentando o Urban Kitchen Show.

## Início da vida
Chinonso Arubayi nasceu em Warri, uma cidade no estado do Delta, no sul da Nigéria. Ela cresceu em Lagos e é de ascendência Igbo, de Awka, no estado de Anambra, onde se formou em Comunicação Social pela Universidade Nnamdi Azikiwe. Enquanto estava na universidade, ela foi apresentadora na estação de rádio do campus. Em 2005, Arubayi ganhou o título de Miss Teen Nigéria.

## Carreira
Arubayi começou sua carreira de atriz como atriz diurna na série de televisão da M-Net, The Johnsons em 2014. Ela então começou a escrever e produzir para a Consolidated Media Associates, proprietária da Soundcity, Trybe TV e Spice TV nos programas On The Couch, Project Swan, You've Got Issues e alguns outros.
Em 2018, Arubayi matriculou-se na Escola de Estudos de Mídia da Universidade Pan-Atlântica, onde estudou Negócios de Produção Cinematográfica para produtores de cinema. Ela teve uma grande chance em 2020, quando desempenhou um papel principal na produção do longa-metragem de Mary Remmy Njoku, Beyond Pardon. Desde então, ela apareceu em vários filmes e séries de televisão notáveis, incluindo Rumour Has It da Ndani TV, My Flatmates, Crazy Grannies, Lockdown, Loving Amanda e Survivors.
Em 2018, ela começou a apresentar o Filmhouse TV Show e mais tarde foi revelada como apresentadora do popular programa de culinária, Urban Kitchen, que ela apresentou por duas temporadas.
Em abril de 2022, Arubayi lançou sua primeira produção cinematográfica, I Am Nazzy. O filme foi dirigido por Kayode Peters e contou com a participação de notáveis atores nigerianos, incluindo Jimmy Odukoya, Denrele Edun e IK Ogbonna.
Sua atuação como personagem principal da série original da Africa Magic TV, Sisi Eko, recebeu elogios de fãs e críticos.

## Vida pessoal
Arubayi foi casada com o cantor gospel nigeriano Eric Arubayi em 2014 até sua morte em 2017. Eles têm um filho juntos chamado Jayden.

## Filmografia

### Cinema
| Ano  | Título            | Papel         | Notas |
| ---- | ----------------- | ------------- | ----- |
| 2019 | Zizani            | —             |       |
| 2019 | Oches Secret      | —             |       |
| 2019 | Mustapha          | —             |       |
| 2019 | 3 Brothers        | —             |       |
| 2020 | Beyond Pardon     | —             |       |
| 2020 | Muntu             | —             |       |
| 2021 | Lockdown          | Cirurgiã Bisi |       |
| 2021 | Crazy Grannies    | Ewa           |       |
| 2021 | Loving Amanda     | Amanda        |       |
| 2021 | Deathly Obsession | —             |       |
| 2021 | Friends Only      | —             |       |
| 2021 | 3 Brides          | —             |       |
| 2021 | Fated to Love     | —             |       |
| 2021 | Grim              | —             |       |
| 2021 | Denial            | —             |       |
| 2022 | Killing Eva       | —             |       |
| 2022 | I am Nazzy        | —             |       |
| 2022 | Survivors         | —             |       |
| 2022 | Warmth in Despair | —             |       |
| 2022 | It's Complicated  | —             |       |

### Televisão
| Ano  | Título        | Papel | Notas |
| ---- | ------------- | ----- | ----- |
| 2021 | Rumour Has it | —     |       |
| 2022 | Sisi Eko      | —     |       |
| 2022 | My Flatmates  | —     |       |
| 2024 | Manfriend     | —     |       |

## Prémios e reconhecimento
Em agosto de 2021, Arubayi recebeu uma indicação para Atriz Mais Bem Classificada do Ano no Africa Choice Awards, ao lado de outras indicadas de Gana e África do Sul. Em fevereiro de 2023, ela recebeu o prêmio de Atriz Distinta do Ano no Nigerian Women Achievers Awards.
| Ano  | Prêmio                         | Categoria                         | Resultado | Ref.   |
| ---- | ------------------------------ | --------------------------------- | --------- | ------ |
| 2021 | Africa Choice Awards           | Próxima Atriz Classificada do Ano | Indicado  | [ 39 ] |
| 2023 | Nigeria Women Achievers Awards | Atriz Distinta do Ano             | Venceu    | [ 40 ] |